# Grand Olympic Auditorium
Il Grand Olympic Auditorium è stato un impianto sportivo statunitense situato a Los Angeles, California, costruito nel 1924 per le Olimpiadi del 1932. Ai tempi, fu la più grande costruzione indoor realizzato nell'arco di circa 10 500 metri. Fu inaugurato il 5 agosto 1925 con una grande festa, al quale presero parte personaggi famosi come Jack Dempsey e Rodolfo Valentino. L'impianto è stato chiuso definitivamente nel 2005.
L'impianto nel corso degli anni ospitò diversi eventi sportivi di boxe e wrestling professionistico. Inoltre, qui vennero girate alcune scene del film Rocky con Sylvester Stallone (1976) e dei videoclip delle canzoni You Give Love a Bad Name e Livin' on a Prayer dei Bon Jovi (1986).